# Suhpalacsa longialatus
Suhpalacsa longialatus är en insektsart som beskrevs av C.-k. Yang 1992. Suhpalacsa longialatus ingår i släktet Suhpalacsa och familjen fjärilsländor. Inga underarter finns listade i Catalogue of Life.